# دشت لاله‌های واژگون افوس
دشت لاله‌های واژگون افوس در مجاورت شهر افوس از توابع  شهرستان بوئین و میاندشت قرار دارد. آب و هوای افوس کوهستانی بوده و بارش برف زیاد است.

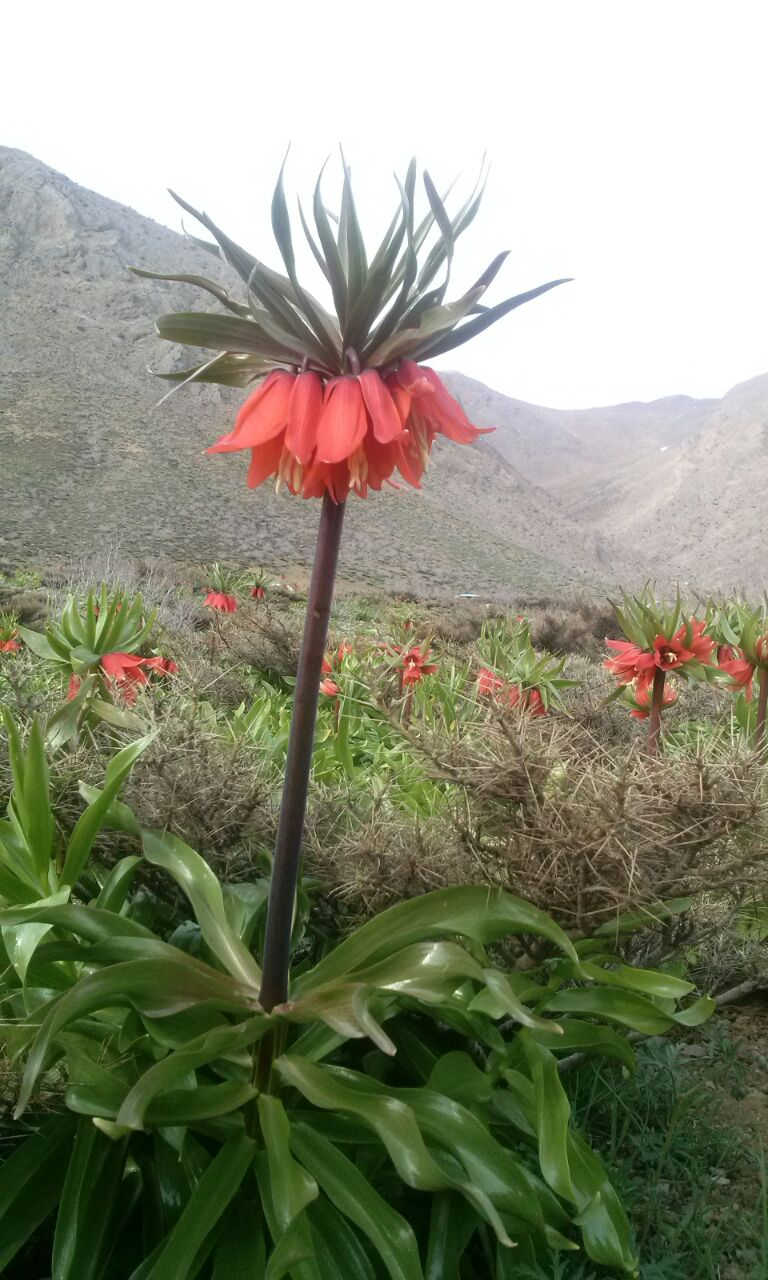
لاله واژگون دشت افوس

## طبیعت
دامنه‌ها و دره‌های سرسبز کوهستان‌های غرب و جنوب استان اصفهان، در شهرستان‌های فریدن، فریدونشهر، بویین و میاندشت، خوانسار، دهاقان، شهرضا و سمیرم، رویشگاه طبیعی گل زیبای لاله واژگون یا اشک مریم است که از اواخر فروردین تا اواخر اردیبهشت ماه، این نواحی را به بهشتی تماشایی تبدیل می‌سازد.
لالهٔ واژگون با نام علمی "Fritillaria" نام یک سرده از راستهٔ سوسن‌سانان است.
عمر این گیاه بسیار کوتاه است. گل‌دهی آن از اوایل اردیبهشت آغاز می‌شود و در فصل بارش پایان می‌یابد. لالهٔ واژگون از گیاهان علفی پیازدار و چندساله است که تا کنون ۱۵ گونهٔ آن در ایران شناسایی شده‌است. گونهٔ زرد کم‌رنگ متمایل به‌لیمویی این گل‌ها موسوم به لاله زاگرسی بین ۵۰ تا ۸۰ سانتی‌متر ارتفاع دارد.

## راه ارتباطی
دره لاله‌های واژگون در ارتفاعات جنوبی شهر گردشگری افوس، واقع در ۱۶۰ کیلومتری غرب شهر اصفهان، یکی از نمونه‌های زیبای این مناطق است.

## نگارخانه

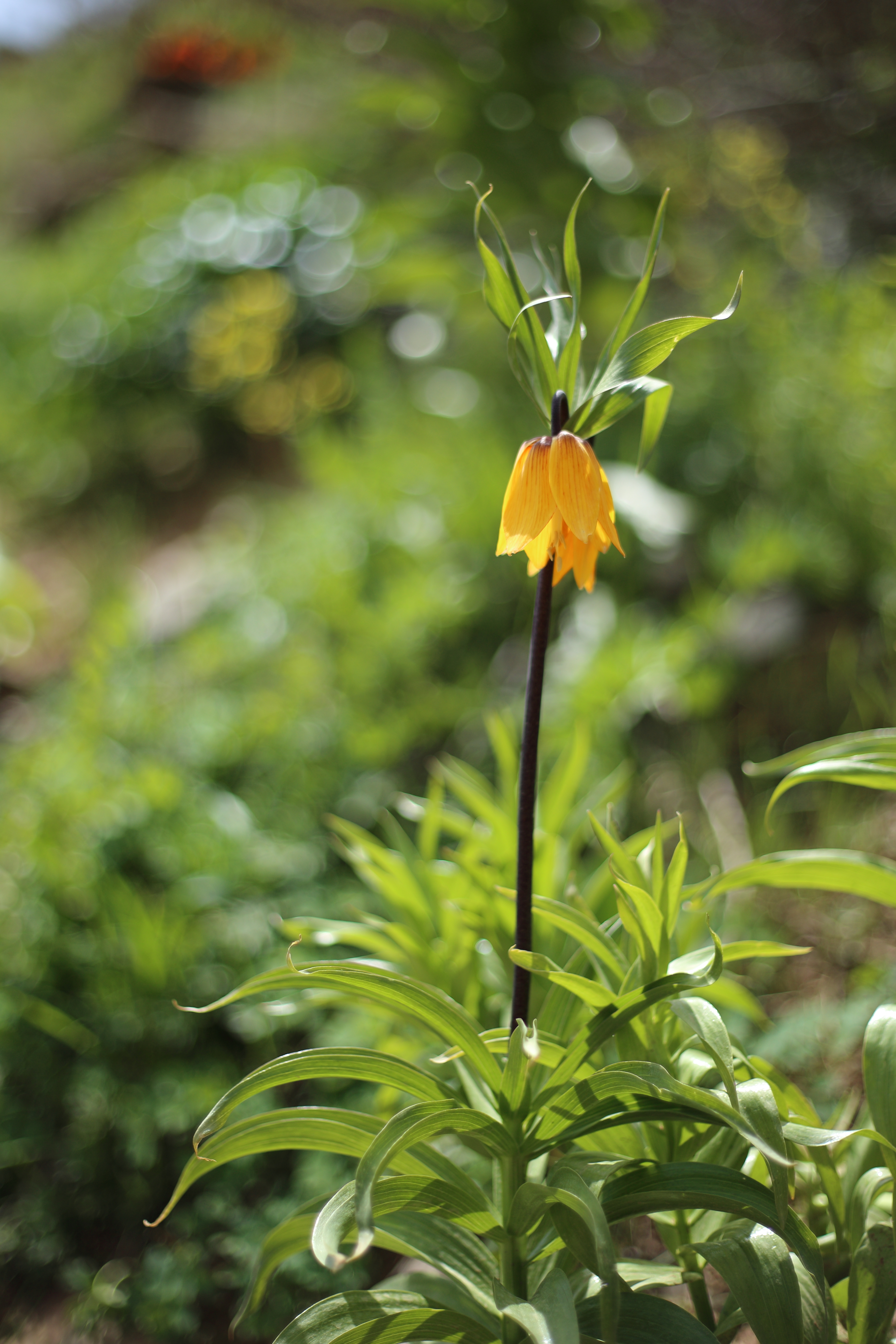
Fritillaria imperialis(لاله واژگون زرد) at kurdstan, Iran
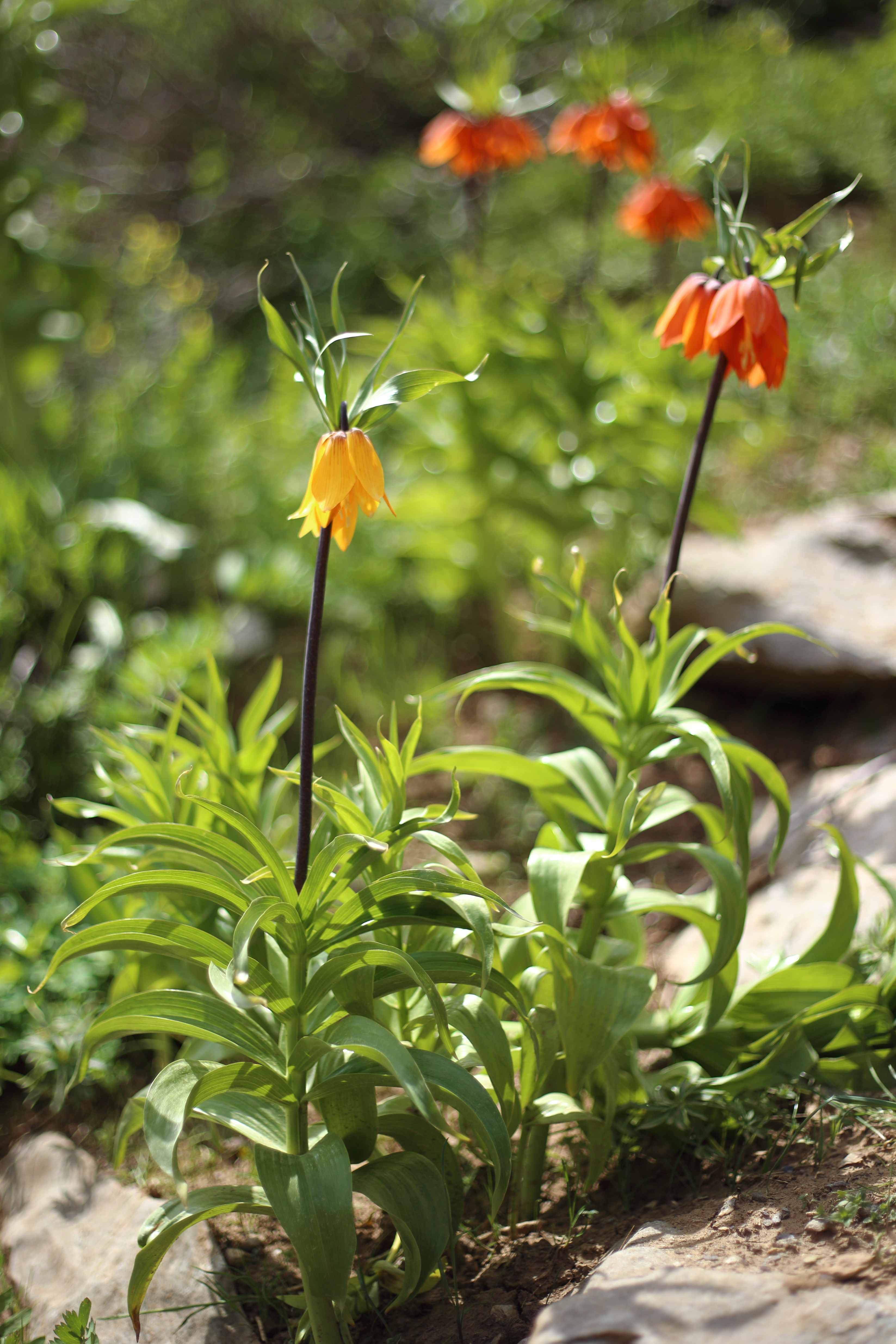
Fritillaria imperialis(لاله واژگون زرد) at kurdstan, Iran
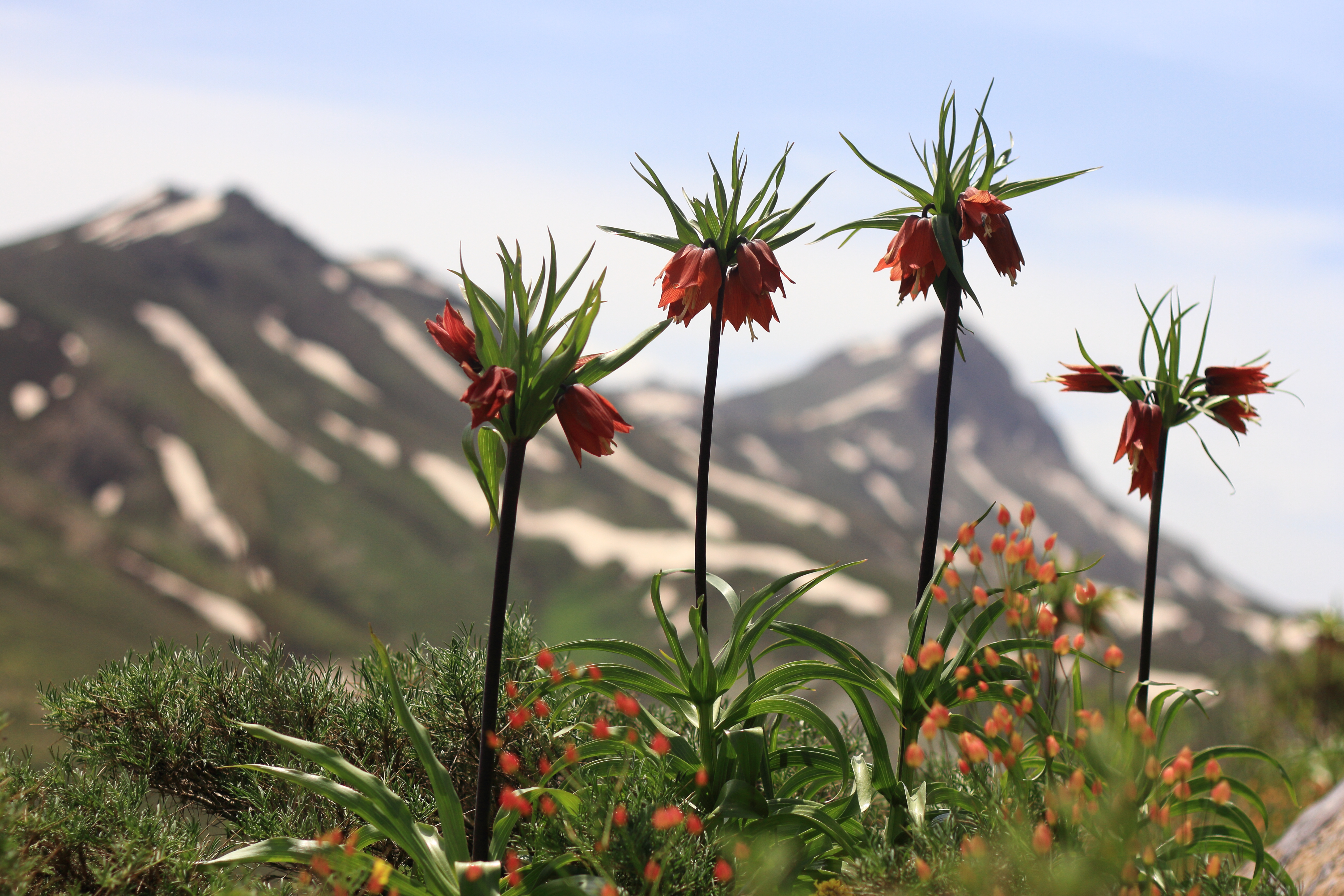
Fritillaria imperialis(لاله واژگون) at kurdstan, Iran
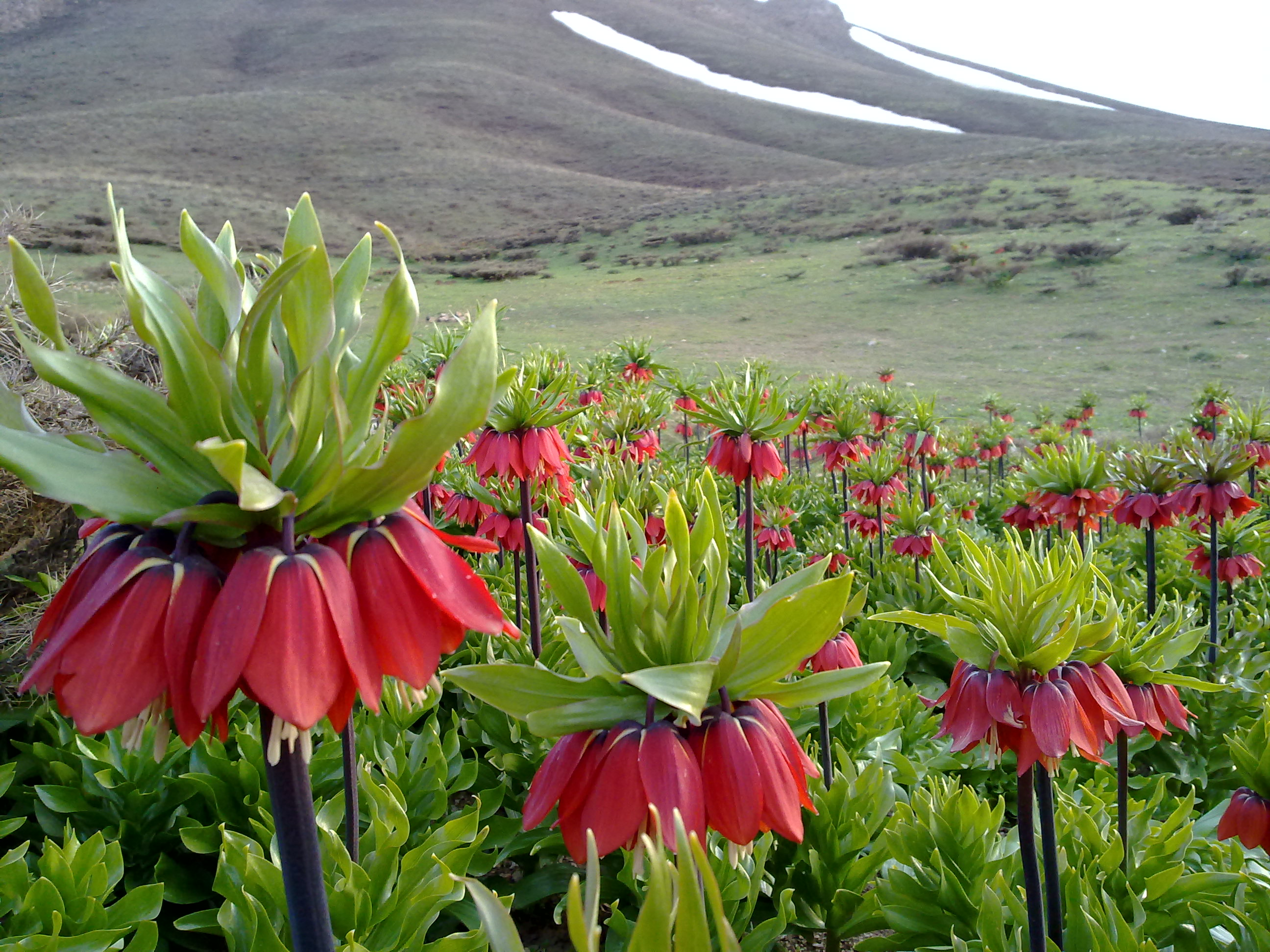
لاله‌های واژگون افوس در شهرستان بوئین و میاندشت استان اصفهان
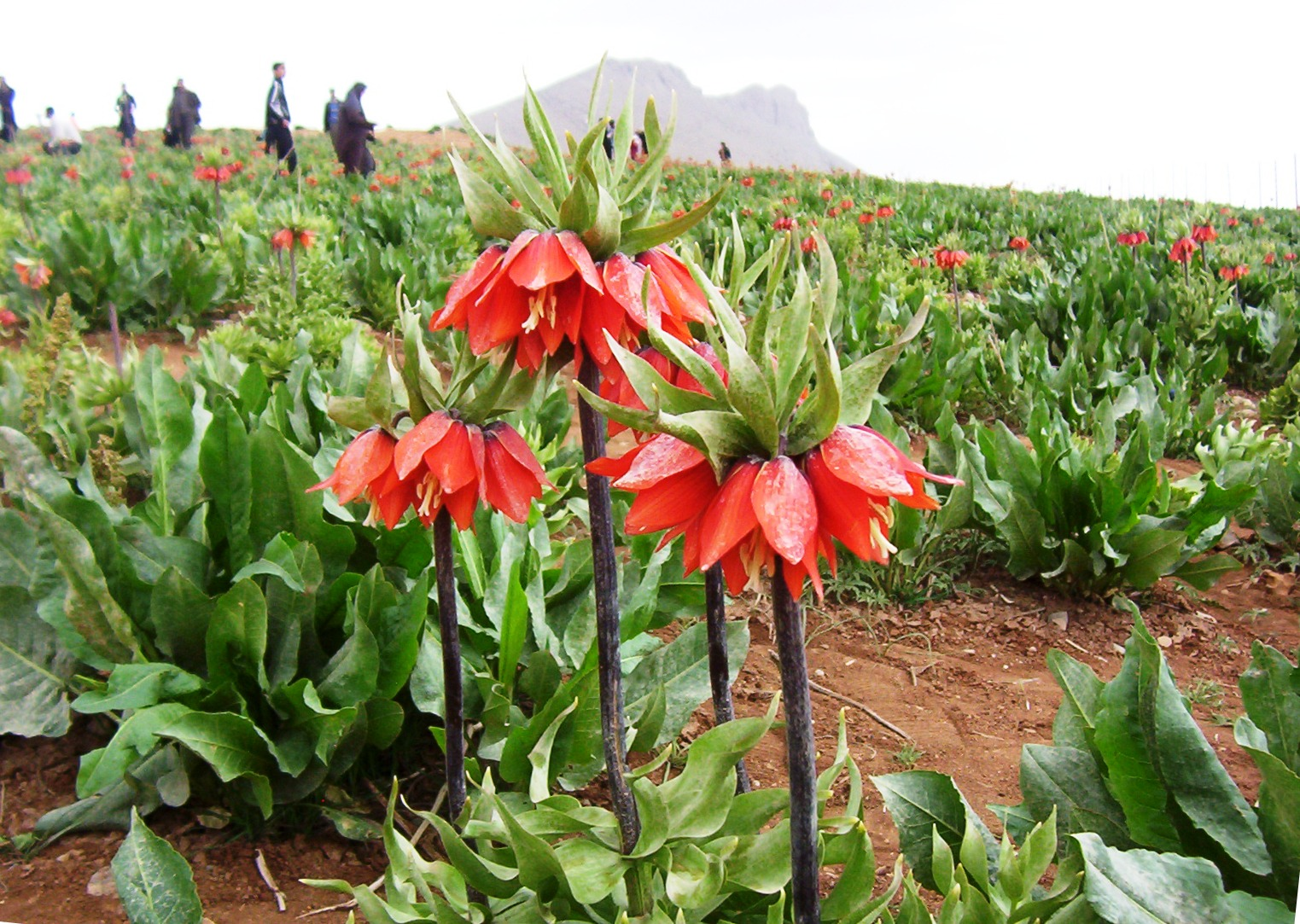
لالهٔ واژگون در دشت لاله‌های واژگون کوهرنگ
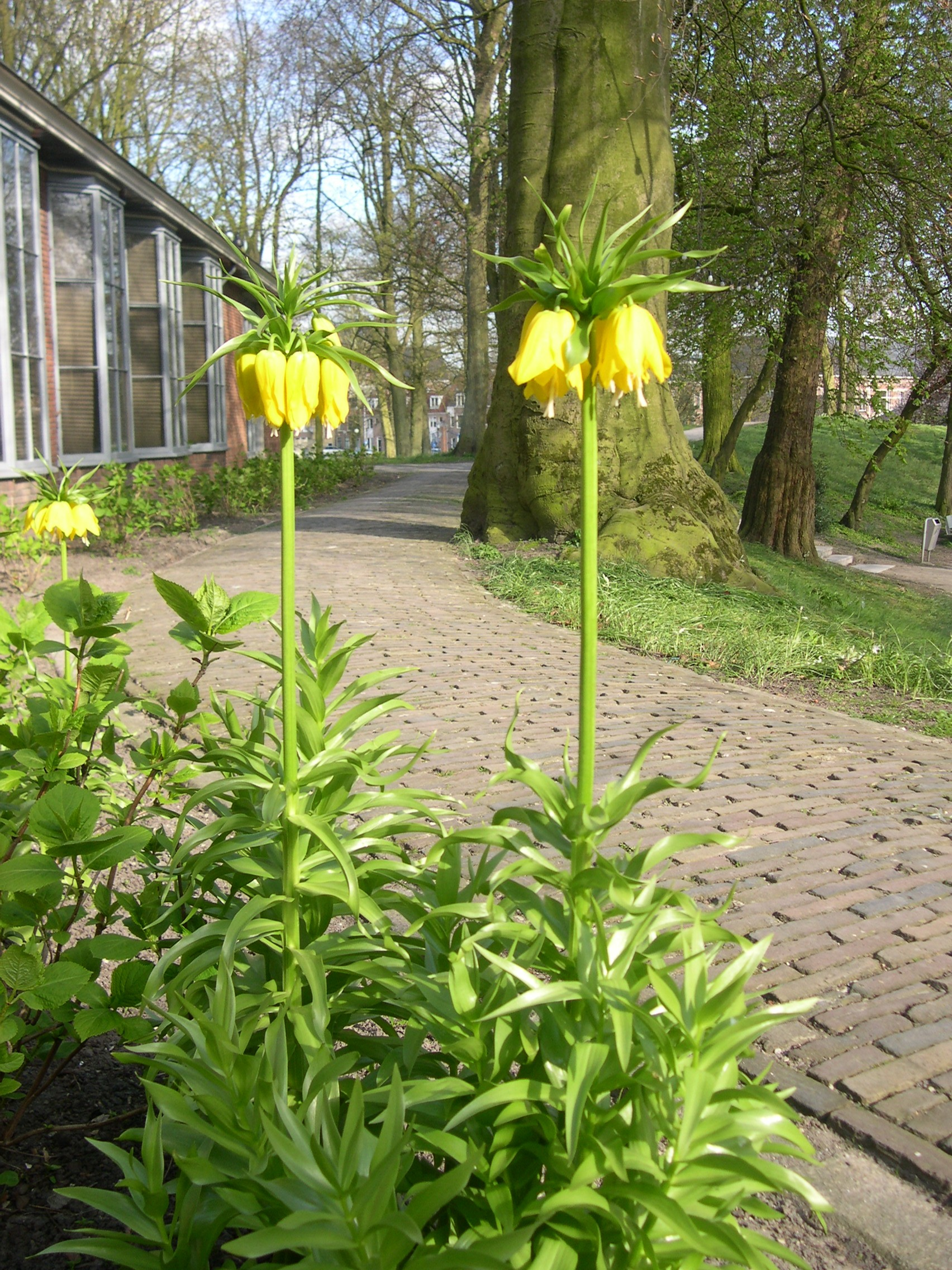
لالهٔ واژگون از گونه لاله گرگانی در شهر لیوواردن هلند
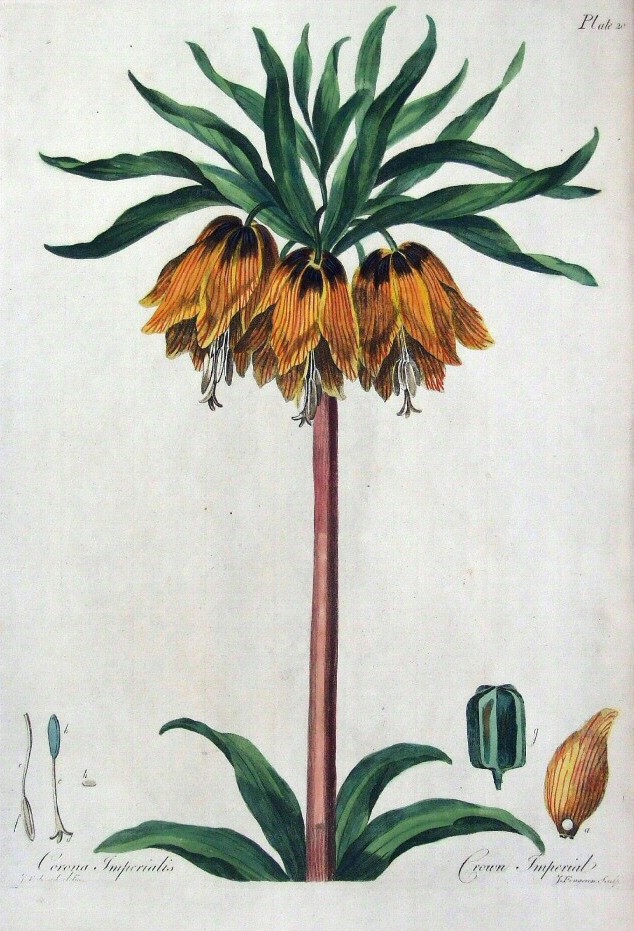
لالهٔ واژگون در کتاب گیاهان بریتانیا،[۲] نوشتهٔ جان ادواردز، ۱۷۶۹.
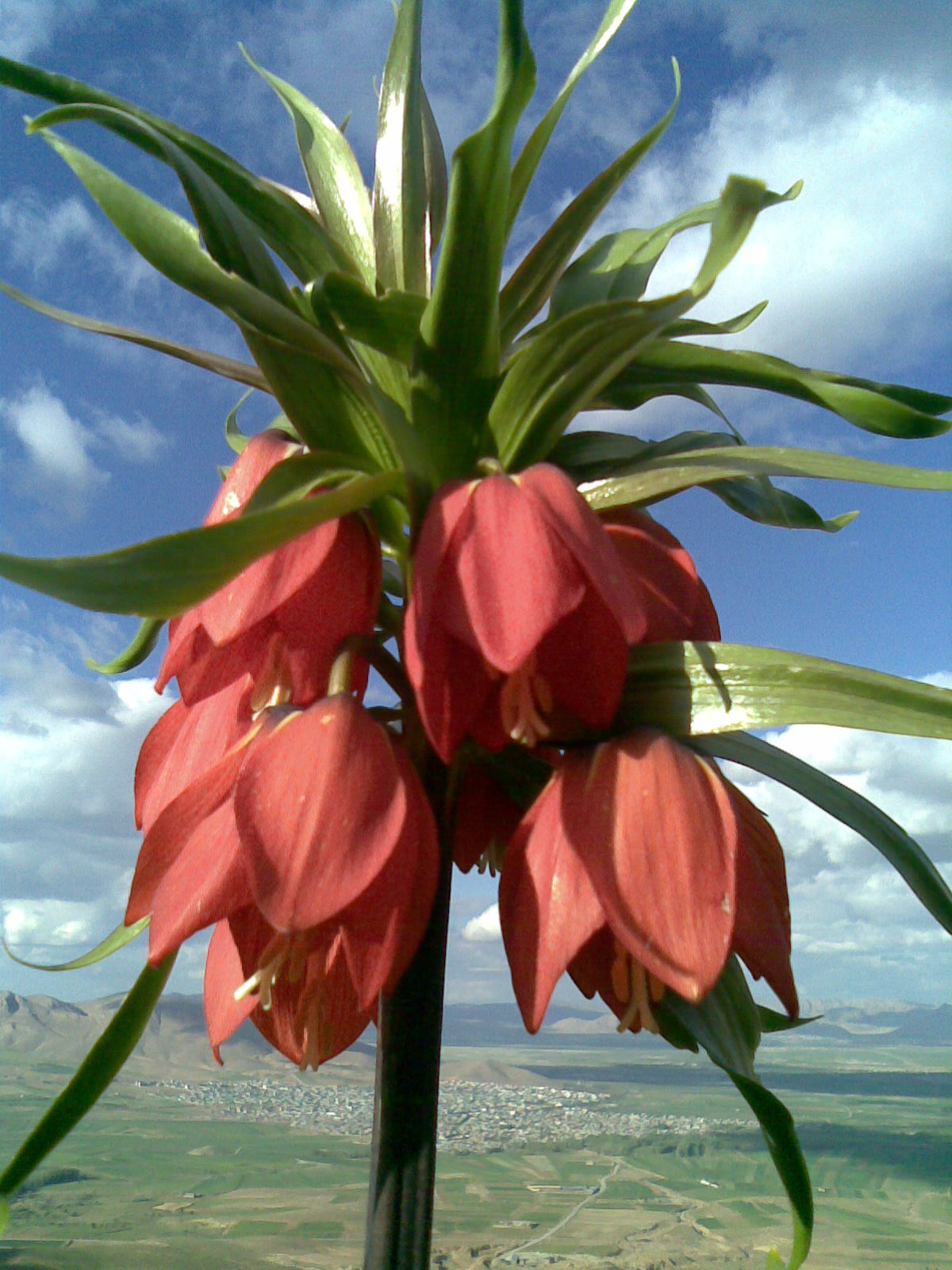
لاله واژگون کوه جهان بین و چشم انداز شهر هفشجان
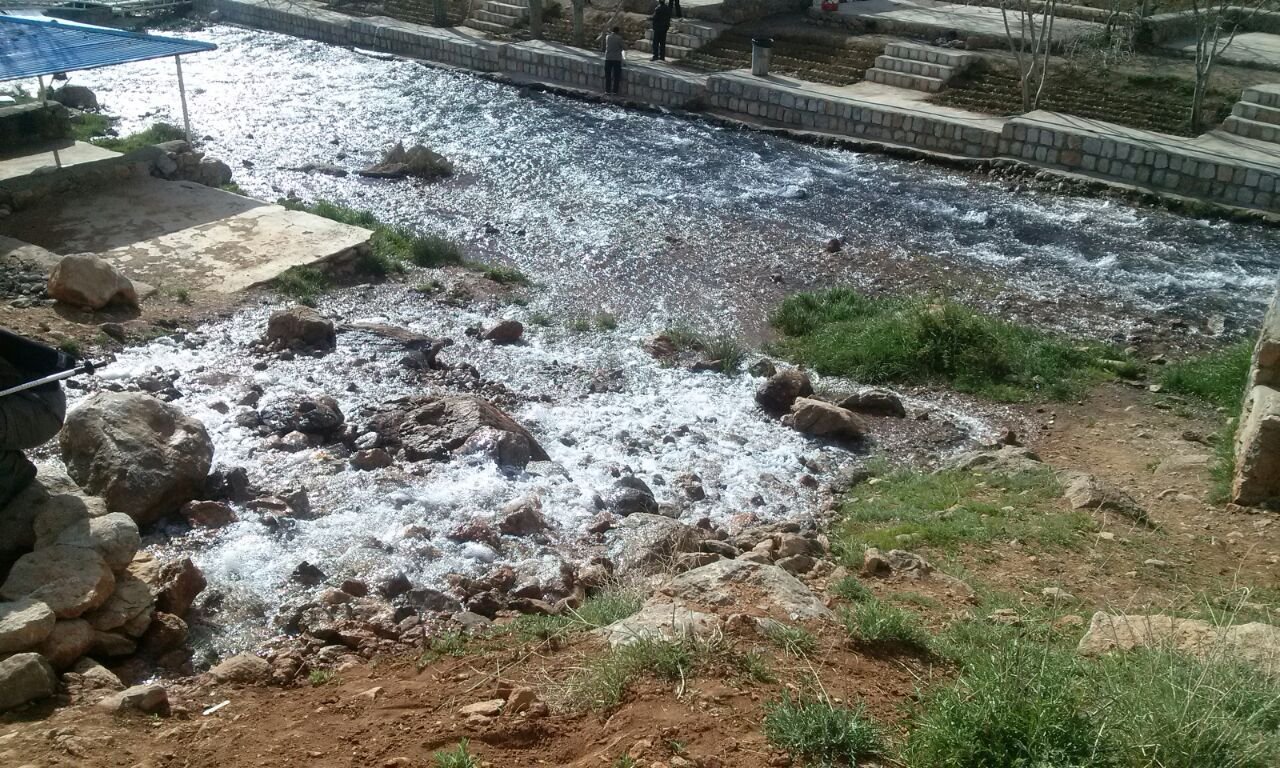
چشمه و رودخانه افوس
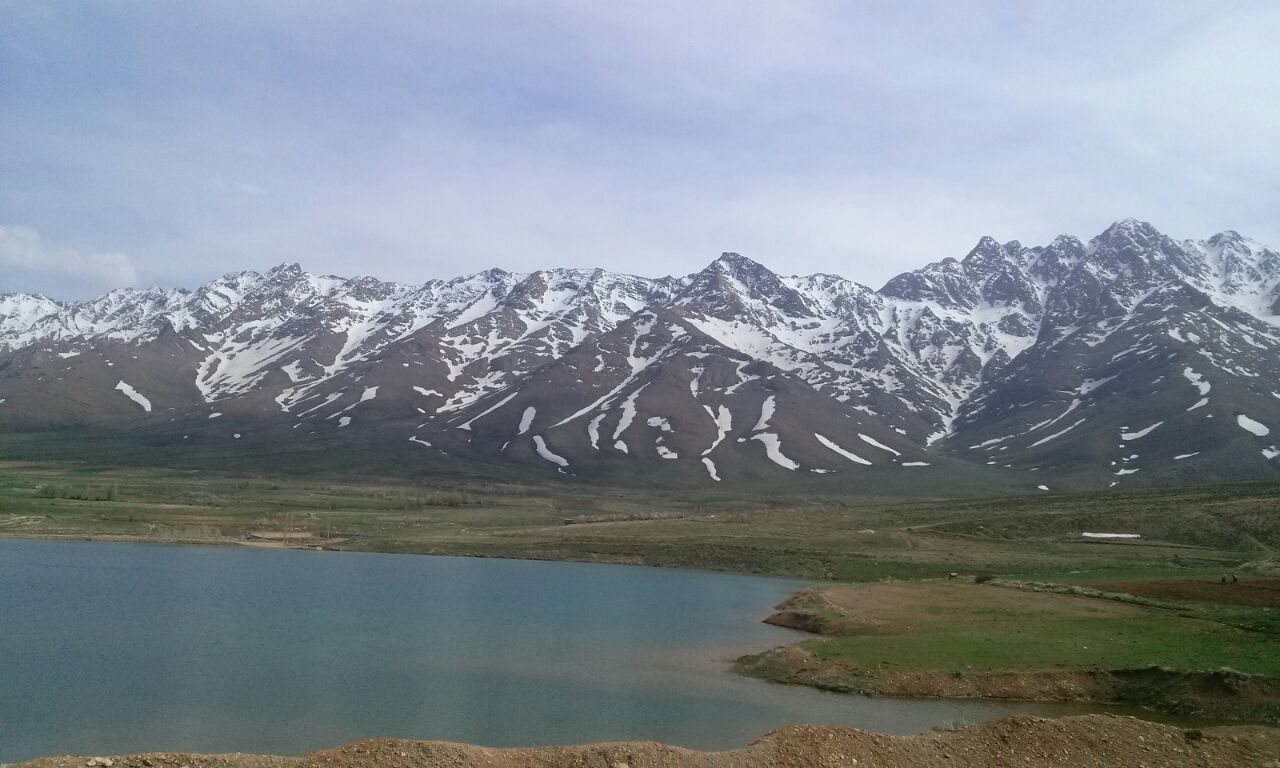
سد افوس
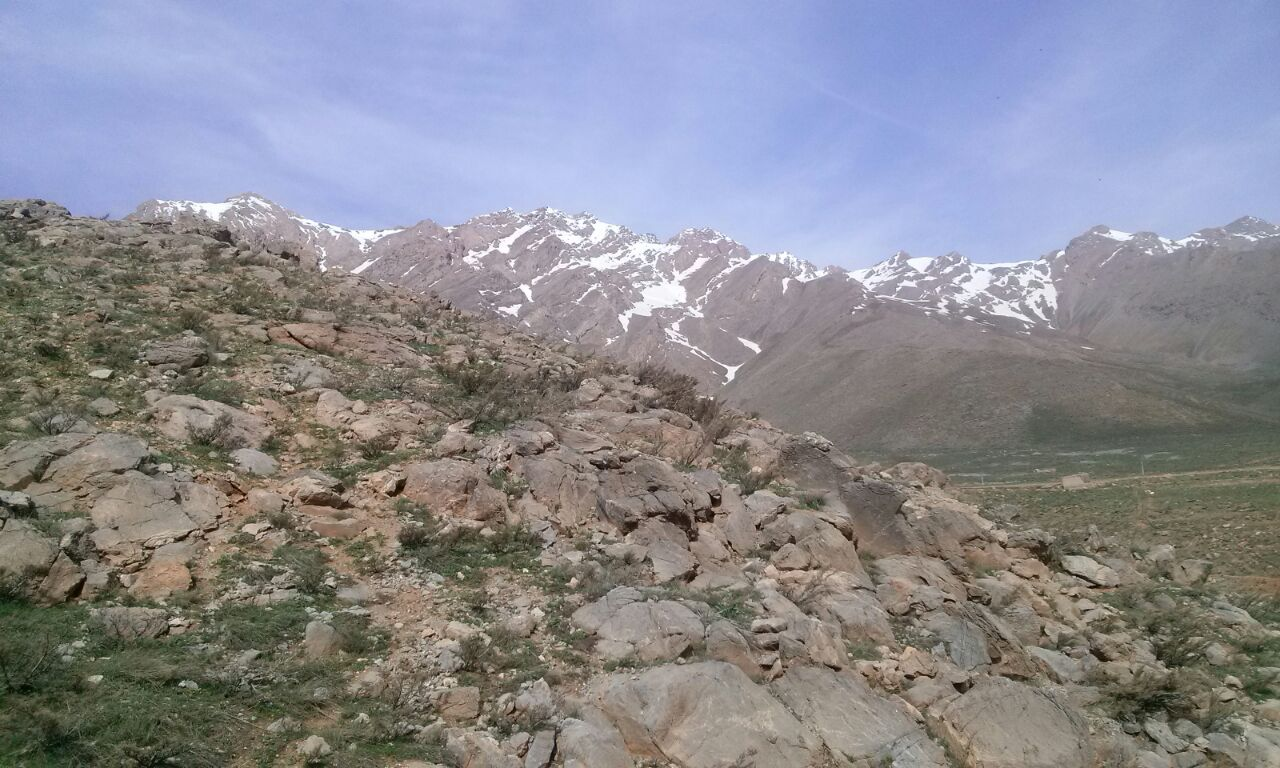
کوه‌های سرچشمه افوش
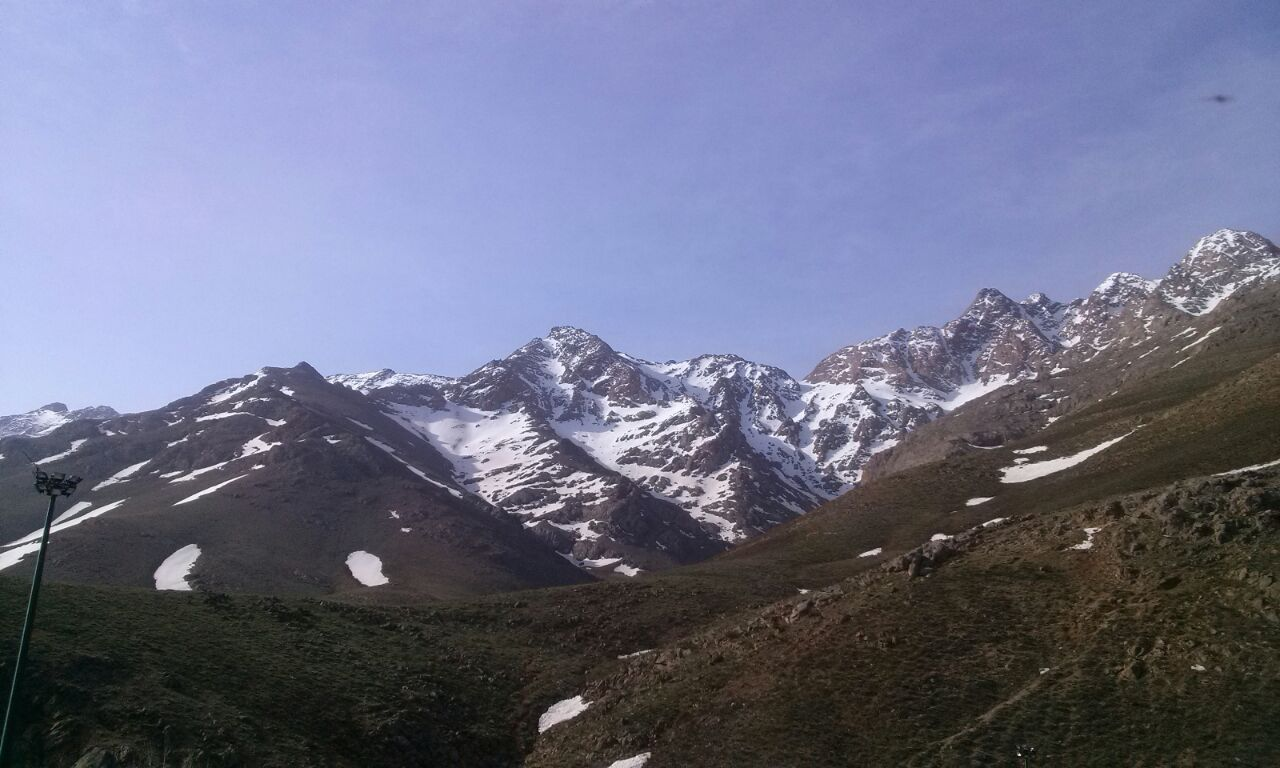
کوه‌های دشت افوش
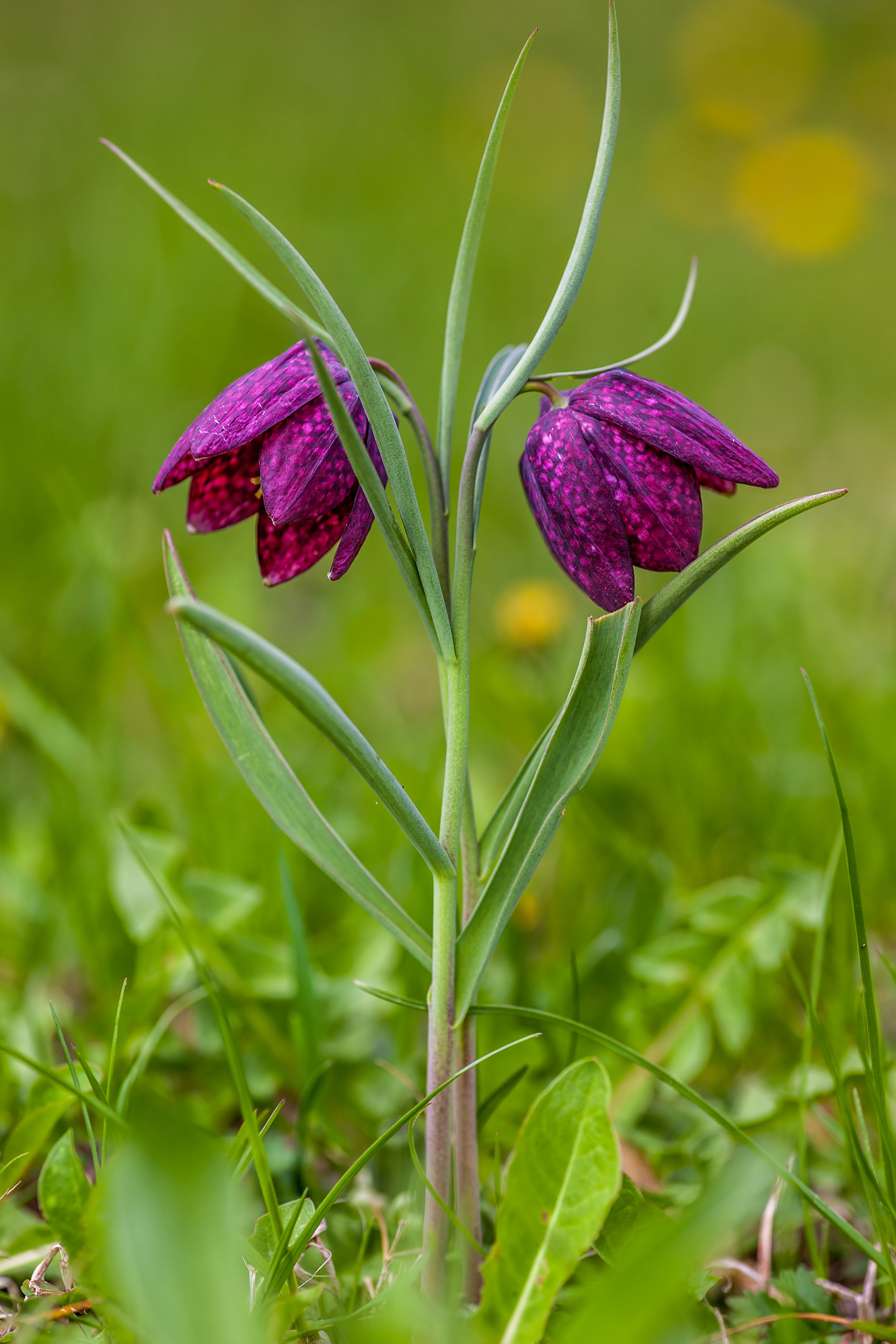
لاله واژگون کله‌ماری گونه‌ای که در در اروپا می‌روید.
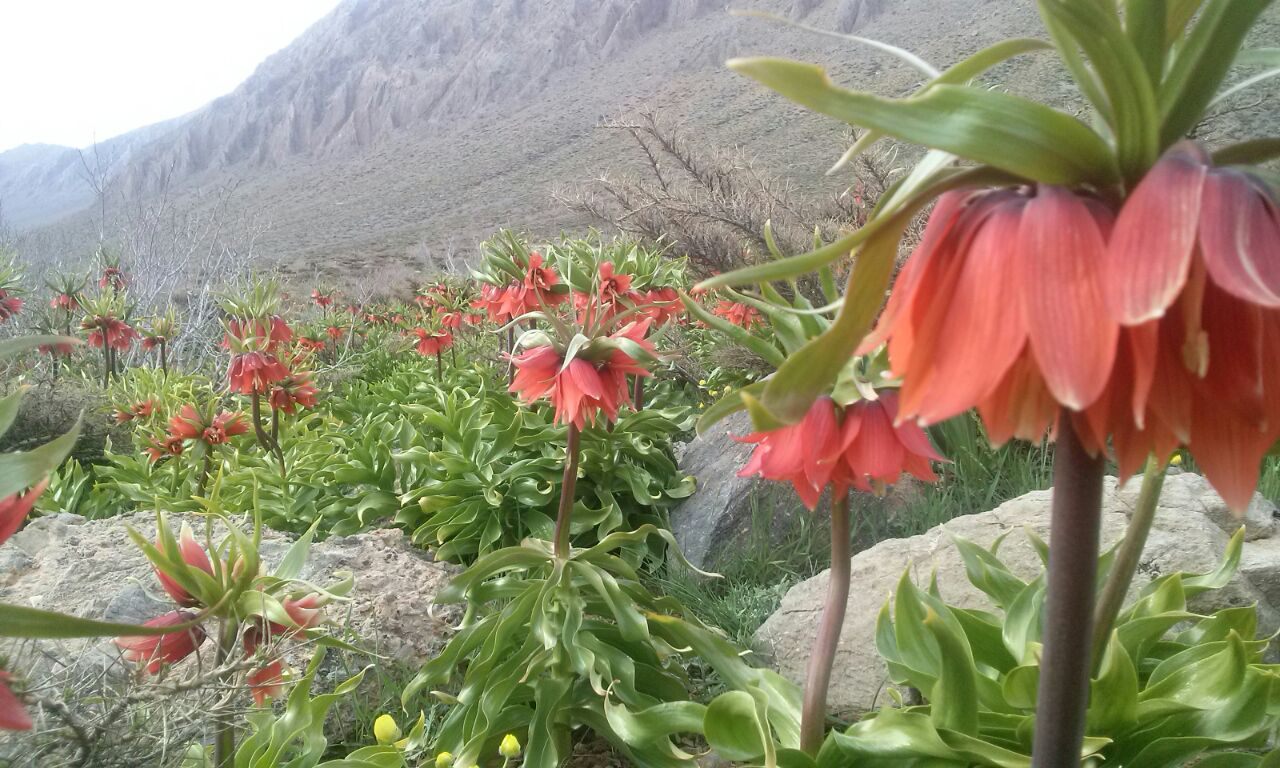
دشت لاله واژگون افوس